# Піщанка (річка)
Піщанка — річка у Маневецькому районі Волинської області, ліва притока Стиру (басейн Дніпра).

## Опис
Довжина річки приблизно 10 км. Висота витоку річки над рівнем моря — 207 м, висота гирла — 182 м, падіння річки — 25 м, похил річки — 2,5 м/км. Формується з декількох безіменних струмків та 2 водойм.

## Розташування
Бере початок на південно-західній околиці села Підгаття. Тече переважно на північний схід і у селі Хряськ впадає в річку Стир, праву притоку Прип'яті.